# Taťjana Fachrutdinovová
Taťjana Rudolfovna Fachrutdinovová (* 20. prosince 1969) je bývalá ruská sportovní šermířka, která se specializovala na šerm kordem. Rusko reprezentovala v devadesátých letech a v prvním desetiletí jednadvacátého století. V roce 2001 obsadila druhé místo na mistrovství Evropy v soutěži jednotlivkyň. S ruským družstvem kordistek vybojovala v roce 2001 titul mistryň světa a v roce 2003 titul mistryň Evropy.